# Dorsa Smirnov
Pour les articles homonymes, voir Smirnov.
La dorsa Smirnov est une dorsale lunaire située sur la Mare Serenitatis situé sur la face visible de la Lune.
Cette longue crête mesure 156 kilomètres de longueur. Les données sélénographiques sont  27°18′N et 25°18′E / 27.3°N et 25.3°E. 
La dorsa Smirnov porte le nom du géologue russe Sergueï Sergueïevitch Smirnov (1895-1947).